# Ziya Pir
Ziya Pir (* 1970 in Torul, Provinz Gümüşhane) ist ein Politiker und Abgeordneter für die HDP (Demokratische Partei der Völker) im türkischen Parlament. Er kam 1979 mit 9 Jahren nach Deutschland, machte dort Abitur, absolvierte eine Berufsausbildung in Biberach und ein Studium in Bochum. 2015 kandidierte er für die HDP und wurde am 7. Juni 2015 und bei den Neuwahlen am 1. November 2015 für die Provinz Diyarbakır ins türkische Parlament gewählt. Er ist u. a. Mitglied im auswärtigen Ausschuss und in der parlamentarischen Versammlung der NATO. In der Nacht zum 4. November 2016 wurde er zusammen mit 12 weiteren HDP Abgeordneten festgenommen und war kurzzeitig in Polizeigewahrsam.
Ziya Pir ist ein Neffe von Kemal Pir, einem der Mitbegründer der Untergrundorganisation Arbeiterpartei Kurdistans (PKK).